# Боба Лобіло
Боба Лобіло (фр. Boba Lobilo, нар. 10 квітня 1950) — заїрський футболіст, що грав на позиції захисника.
Виступав за клуб «Віта Клуб», а також національну збірну Заїру. У складі збірної — володар Кубка африканських націй.

## Клубна кар'єра
У дорослому футболі дебютував 1972 року виступами за команду «Віта Клуб», кольори якої і захищав протягом усієї своєї кар'єри гравця, що тривала дев'ять років. Разом з командою виграв Кубок африканських чемпіонів 1973 року. У 1974 році він посів друге місце в списку претендентів на нагороду футболіст року в Африці, поступившись переможцю Полу Мукілі.

## Виступи за збірну
Виступав за національну збірну Заїру. Учасник двох Кубків африканських націй — 1974 та 1976 років, ставши континентальним чемпіоном в 1974 році в Єгипті, за підсумками турніру увійшов до символічної збірної. 
У кваліфікації на Чемпіонат світу 1974 року Лобіло провів 4 матчі і допоміг Заїру стати першим учасником фінального етапу чемпіонату світу від Субсахарської Африки. На самому чемпіонаті світу, який проходив у ФРН, Боба був заявлений під 5 номером. У своїй групі команда посіла останнє 4 місце, поступившись Шотландії, Бразилії та Югославії. Лобіло зіграв у всіх 3 матчах, а команда встановила антирекорд чемпіонатів світу, пропустивши 14 голів і не забивши жодного.
Загалом протягом кар'єри у національній команді провів у її формі 21 матч.

## Титули і досягнення
- Чемпіон Заїру (5):

«Віта Клуб»: 1972, 1973, 1975, 1977, 1980
- Переможець Кубка африканських чемпіонів (2):

«Віта Клуб»: 1973,
- Володар Кубка африканських націй (1):

Заїр: 1974